# Lista najlepiej sprzedających się albumów muzycznych w Australii
Lista najlepiej sprzedających się albumów w historii w Australii, certyfikowanych przez Australian Recording Industry Association. W podsumowaniu znajduje się trzech australijskich artystów: John Farnham, Delta Goodrem i Savage Garden.

## Najlepiej sprzedające się albumy
| Miejsce | Rok  | Album                                                 | Artysta           | Certyfikat  | Sprzedaż   | Źródło      |
| ------- | ---- | ----------------------------------------------------- | ----------------- | ----------- | ---------- | ----------- |
| 1.      | 1986 | Whispering Jack                                       | John Farnham      | 24× platyna | 1 680 000+ | [ 2 ]       |
| 2.      | 1977 | Bat Out of Hell                                       | Meat Loaf         | 23× platyna | 1 610 000+ | [ 3 ]       |
| 3.      | 1985 | Brothers in Arms                                      | Dire Straits      | 17× platyna | 1 190 000+ | [ 4 ]       |
| 4.      | 1982 | Thriller                                              | Michael Jackson   | 15× platyna | 1 050 000+ | [ 4 ]       |
| 5.      | 1997 | Come On Over                                          | Shania Twain      | 15× platyna | 1 050 000+ | [ 5 ]       |
| 6.      | 2020 | Greatest Hits                                         | Queen             | 15x platyna | 1 050 000+ | [ 6 ]       |
| 7.      | 1995 | Jagged Little Pill                                    | Alanis Morissette | 14× platyna | 980 000+   | [ 7 ]       |
| 8.      | 1994 | Music Box                                             | Mariah Carey      | 14× platyna | 980 000+   | [ 2 ]       |
| 9.      | 1981 | Greatest Hits                                         | Queen             | 14× platyna | 980 000+   | [ 3 ]       |
| 10.     | 2003 | Innocent Eyes                                         | Delta Goodrem     | 14× platyna | 980 000+   | [ 8 ] [ 9 ] |
| 11.     | 1996 | Recurring Dream – The Very Best of Crowded House      | Crowded House     | 13× platyna | 910 000+   | [ 10 ]      |
| 12.     | 2019 | Rumours                                               | Fleetwood Mac     | 13x platyna | 910 000+   | [ 6 ]       |
| 13.     | 1996 | Falling into You                                      | Celine Dion       | 12× platyna | 840 000+   | [ 11 ]      |
| 14.     | 1977 | Rumours                                               | Fleetwood Mac     | 12× platyna | 840 000+   | [ 12 ]      |
| 15.     | 1997 | Savage Garden                                         | Savage Garden     | 12× platyna | 840 000+   | [ 12 ]      |
| 16.     | 1984 | Born in the U.S.A.                                    | Bruce Springsteen | 12× platyna | 840 000+   | [ 13 ]      |
| 17.     | 2020 | Curtain Call: The Hits                                | Eminem            | 12x platyna | 840 000+   | [ 6 ]       |
| 18.     | 1992 | ABBA Gold: Greatest Hits                              | ABBA              | 11× platyna | 770 000+   | [ 14 ]      |
| 19.     | 1994 | Cross Road                                            | Bon Jovi          | 11× platyna | 770 000+   | [ 15 ]      |
| 20.     | 1990 | The Immaculate Collection                             | Madonna           | 11× platyna | 770 000+   | [ 14 ]      |
| 21.     | 1973 | The Dark Side of the Moon                             | Pink Floyd        | 11× platyna | 770 000+   | [ 16 ]      |
| 22.     | 2008 | Funhouse                                              | P!nk              | 11× platyna | 770 000+   | [ 4 ]       |
| 23.     | 2006 | I'm Not Dead                                          | P!nk              | 11× platyna | 770 000+   | [ 15 ]      |
| 24.     | 1978 | Jeff Wayne’s Musical Version of The War of the Worlds | Jeff Wayne        | 10× platyna | 700 000+   | [ 17 ]      |
| 25.     | 1994 | Don't Ask                                             | Tina Arena        | 10× platyna | 700 000+   | [ 16 ]      |
| 26.     | 1990 | Led Zeppelin Remasters                                | Led Zeppelin      | 10× platyna | 700 000+   | [ 3 ]       |
| 27.     | 1991 | Dangerous                                             | Michael Jackson   | 10× platyna | 700 000+   | [ 3 ]       |
| 28.     | 2000 | 1                                                     | The Beatles       | 10× platyna | 700 000+   | [ 4 ]       |
| 29.     | 2002 | Come Away with Me                                     | Norah Jones       | 10× platyna | 700 000+   | [ 4 ]       |
| 30.     | 2009 | I Dreamed a Dream                                     | Susan Boyle       | 10× platyna | 700 000+   | [ 18 ]      |
| 31.     | 2011 | 21                                                    | Adele             | 10× platyna | 700 000+   | [ 19 ]      |
| 32.     | 2020 | 25                                                    | Adele             | 10x platyna | 700 000+   | [ 6 ]       |